# Macrodactylus columbianus
Macrodactylus columbianus är en skalbaggsart som beskrevs av Von Dalle Torre 1912. Macrodactylus columbianus ingår i släktet Macrodactylus och familjen Melolonthidae. Inga underarter finns listade i Catalogue of Life.